# Le Cavalier de paille
Le Cavalier de paille (1936) est le second roman du cycle Alérac de l’écrivaine suisse Monique Saint-Hélier. Ce cycle romanesque, resté inachevé, s'inspire de sa jeunesse et comprend quatre volumes, Bois-Mort (1934), Le cavalier de paille (1936), puis, après la guerre, Le martin-pêcheur (1953) et L'arrosoir rouge (1955). Il retrace les destins croisés de trois familles, les Alérac, les Balagny et les Graew.

## Critique
Régis Messac, dans sa revue  Les Primaires, écrit à propos du Cavalier de paille : « On a rapproché Monique Saint-Hélier des romancières anglaises, de Katherine Mansfield ou de Rosamond Lehmann. On lui a même reproché d’avoir refait le roman de cette dernière intitulé L’Invitation à la valse. Calembredaines ! Monique Saint-Hélier ne leur doit à peu près rien, qu’une façon de rendre par des détails, par des impressions à la fois visuelles et olfactives. Comme elles – et comme Proust aussi d’ailleurs – elle soumet son lecteur à une espèce d’envoûtement. Une fois qu’on est pris par son charme, on ne peut plus s’arracher à cet univers étrange, pathétique, bouleversant, gonflé d’appels déchirants et traversés de visions radieuses ou cauchemardesques. »